# デジタルプラレール
デジタルプラレール (Digital Plarail) は、テクノブレインとトミー（現タカラトミー）が共同開発し、トミーから発売していたWindows上でプラレールのジオラマレイアウトを作成して楽しむシミュレーションゲーム（ミニスケープ）である。
姉妹品として、プラレールの世界観をモータートミカ（当時のB/Oトミカ）に置き換えたデジタルトミカも発売された。
1996年に初代が発売され、1998年に初代デジタルプラレールとデジタルトミカを一体化した「デジタルプラレール&トミカDX」（限定生産品）が発売され、後に発表された2000年にWindows 2000対応版の「デジタルプラレール2000」が予定されていたが発売されなかった。
2001年にはプラットフォームを流用した「D.Dトレイン」がテクノブレインより発売されていたが、現在では開発・販売終了している。
付属ヘルプファイルによると、本作の開発コンセプトは「大人もプラレールで遊びたいが、独占する訳にもいかない。パソコンがあるから、その上で作ればいい」。

## 特徴
- ザ・コンビニのように、レールなどパーツを自分の裁量で組み合わせる事でオリジナルレイアウトが作れ、プラレール車両を指定することでレイアウト上を走行する。サンプルファイルも付属している。レイアウトは8ビットカラーの3Dを用いて2次元で表現され、現実のプラレールと同様、レイアウト（ポイント等）の不備で別方向の車両が正面衝突すると進めなくなったりするが、脱線はしない。
- 初代では、デジタルトミカを追加インストールするか（どちらのアプリケーションからでもほぼ同一環境となる）、DX版であれば、デジタルトミカをレイアウトに組み込み、踏切交差などの共存が可能。ただし、デジタルプラレールのシステム自体に立体交差が実装されていないため、立体交差の再現はできない。
- レイアウトをアプリケーション上で全画面表示にて再生出来るほか、Windowsスクリーンセーバーで映すことが出来る。
- 別売のCD-ROM「車両セット」「情景セット」（1800円前後）を用いて、車両やパーツを拡張できる。
- 初代では、1996年に大型商品に添付されたVHSビデオ「たのしくあそぼうトミカとプラレール！」がCD-ROMにAVI(コーデックCinepak)形式で収録されている。また、おまけとして制作に使われたCGの一部がWindows bitmap形式で収録されている。

## 動作環境
- 初代 : Windows 3.1 Windows 95
  - Windows 98環境では、グラフィックアクセラレータ機能を使わない設定を行う事で動作する場合もあるが、必ず動作するわけではない。
- DX版 : Windows 95 Windows 98 Windows NT 4.0 Windows 2000

## 製品一覧
- デジタルプラレール
  - 車両セット01 新幹線編
  - 車両セット02 特急編
  - 車両セット03 貨物編
  - 情景セット01 追加レール＆床紙ツール
  - 情景セット02 追加レール＆接続変更ツール
  - 車両＆情景セット きかんしゃトーマス編
- デジタルトミカ
  - デジタルトミカ 車両セット01 緊急車両編
- デジタルプラレール＆トミカDX
  - デジタルプラレール＆トミカDX パーツセット2 きかんしゃトーマス編
  - デジタルプラレール＆トミカ 共通部品セット01

## 関連製品
- 電車だいすき!プラレールワールド - 1996年発売のPCハイブリッドソフトで、プラレールを軸にした鉄道車両図鑑やパズルなどで構成される。3Dで描かれたヒカリアンのぞみ号が進行役をしている。
- 夢がいっぱい!プラレールで行こう! - 2002年発売のPS2ソフトで、デジタルプラレールを移植したような内容になっている。